# Daniel Fried
Daniel Fried (1952) è un diplomatico statunitense.
È stato Assistente Segretario di Stato per gli affari europei ed eurasiatici dal 2005 al 2009 e Ambasciatore degli Stati Uniti in Polonia dal 1997 al 2000. Ha anche lavorato come inviato diplomatico speciale per facilitare la chiusura del campo di detenzione della baia di Guantanamo, Cuba, e come coordinatore per le sanzioni degli Stati Uniti. Fried è andato in pensione dal Dipartimento di Stato nel febbraio 2017, dopo quarant'anni di servizio.

## Istruzione e carriera iniziale
Daniel Friedkin è nato da una famiglia ebrea di lingua polacca che era fuggita dall'Olocausto. Ha conseguito un BA, "magna cum laude" presso l'Università Cornell nel 1974. Dopo aver conseguito un master presso la School of International and Public Affairs della Columbia University nel 1977, Fried è entrato nel Foreign Service. È stato impiegato presso l'Ufficio Economico del Dipartimento di Stato dal 1977 al 1979; presso il Consolato Generale degli Stati Uniti a Leningrado dal 1980 al 1981; come funzionario politico presso l'ambasciata americana a Belgrado dal 1982 al 1985; e nell'Ufficio degli affari sovietici presso il Dipartimento di Stato dal 1985 al 1987. L'ambasciatore Friedkin è stato funzionario di ufficio polacco presso il Dipartimento di Stato dal 1987 al 1989 quando la democrazia è tornata in Polonia e in Europa centrale . Ha servito come consigliere politico presso l'ambasciata degli Stati Uniti a Varsavia dal 1990 al 1993. Tra il 1993 e il 1997 è stato membro del personale del Consiglio di sicurezza nazionale, servendo infine come assistente speciale del presidente Bill Clinton. Mentre lavorava alla Casa Bianca, Fried ha svolto un ruolo periferico nell'attuazione della politica statunitense sulla sicurezza euro-atlantica, compreso l'allargamento della NATO e le relazioni Russia-NATO.
È stato ambasciatore in Polonia dal novembre 1997 al maggio 2000. Tra maggio 2000 e gennaio 2001, Fried è stato vice consigliere speciale aggiunto presso il Segretario di Stato per i nuovi Stati indipendenti. Da gennaio 2001 a maggio 2005, Fried ha prestato servizio di consulenza al presidente degli Stati Uniti George W. Bush come assistente speciale del presidente e anche membro del personale del Consiglio per la sicurezza nazionale.
Dal momento della sua conferma del Senato nell'aprile 2005 fino all'inizio del 2009, Fried è stato il principale diplomatico americano responsabile per l'Europa, con il titolo ufficiale di Assistente sottosegretario di Stato agli affari europei ed eurasiatici. In questa posizione, Fried ha contribuito a costruire e mantenere relazioni essenziali con le nazioni europee e le organizzazioni internazionali come l'Unione europea e la NATO.

## Carriera dal 2009
Fried ha lavorato come inviato speciale per gli Stati Uniti al fine di analizzare la possibilità della chiusura della struttura per i detenuti di Guantanamo a partire dal 15 maggio 2009. In qualità di inviato speciale, Fried ha fatto parte di un comitato inter-agenzia presieduto dal procuratore generale Eric Holder che avrebbe esaminato i casi dei prigionieri rimanenti. Il suo mandato particolare era di convincere i paesi europei e lo Yemen ad accettare il reinsediamento di alcuni degli oltre duecento detenuti. L'incarico di Fried era presso il Dipartimento di Stato degli Stati Uniti d'America, aveva un grado equivalente a quello di ambasciatore. È stato soprannominato "Guantanamo Bay Czar" e "Guantanamo Closure Czar" da alcuni media e da pubblici ufficiali come il deputato di minoranza repubblicano della Virginia Eric Cantor che si opponeva alla chiusura del campo di detenzione.
Il lavoro di Friedkin a Washington è stato difficile, principalmente a causa del divieto virtuale del Congresso di reinsediare i prigionieri sul suolo americano. Nel giugno 2009, Friedkin ha affermato che la struttura avrebbe potuto essere chiusa entro il 23 gennaio 2010. Successivamente, nel novembre 2009, ha ammesso che la scadenza non sarebbe stata rispettata .
Secondo Michelle Shephard, del Toronto Star, lo staff di Fried era composto da solo quattro membri: Tony Ricci, Mike Williams, Karen Sasahara e Brock Johnson . Ricci, il suo vice, è un colonnello in pensione; Williams è un avvocato, Sasahara è un diplomatico e Johnson ha lavorato nella campagna dell'ex presidente statunitense Barack Obama.
Durante un viaggio in Europa avvenuto nel settembre 2009, Fried ha descritto Guantanamo in questo modo: "Alcuni si qualificano come il peggio del peggio, e li metteremo sotto processo... se esiste un detenuto medio di Guantanamo, questi è qualcuno che era un volontario, un addestrato a livello basso o un combattente di livello molto basso in una causa molto brutta, ma non un terrorista incallito, non un organizzatore - ed è quella gente per la quale chiediamo un'occhiata da parte degli europei." A partire dal 16 settembre 2009, Ungheria, Francia, Irlanda, Portogallo, Palau e Bermuda avevano formalmente accettato di prendere ex detenuti di Guantanamo, e secondo Fried, Francia, Spagna, Italia e Belgio lo avevano preso in considerazione.
Durante il suo mandato come inviato a Guantanamo una cinquantina di prigionieri furono rimpatriati o inviati in paesi terzi sicuri (né gli Stati Uniti, né il paese di origine).
Il 28 gennaio 2013 Charlie Savage, scrivendo sul New York Times, riferì che Fried sarebbe stato riassegnato e scrisse che secondo: "... un annuncio interno del personale... nessun alto funzionario del secondo mandato del Presidente Obama sarà il successore del sig. Fried." Le sue funzioni sarebbero state aggiunte a quelle del consulente senior del Dipartimento di Stato. Savage ha ipotizzato che la chiusura dell'ufficio di Fried fosse un segno del fatto che l'amministrazione Obama non considerasse realistica la chiusura della prigione.
Tuttavia, circa cinque mesi dopo, l'amministrazione Obama ha nominato un nuovo inviato speciale, l'avvocato Clifford Sloan, per ricoprire il ruolo diplomatico principale, lavorando in stretto coordinamento con un omologo del Pentagono, Paul Lewis.
L'8 febbraio 2018, Fried ha passato le consegne del progetto.

## Controversie
Fried si è opposto al riconoscimento del genocidio armeno durante le audizioni del Congresso degli Stati Uniti nel marzo 2007. Dichiarò che la risoluzione del Congresso "avrebbe minato quelle voci emergenti in Turchia che chiedevano una sincera esplorazione di quegli eventi, nel perseguimento della riconciliazione della Turchia con il suo passato e con l'Armenia" e aggiunse: "La nostra paura è che il passaggio di tale risoluzione chiuderebbe le menti e indurirebbe i cuori".
Tuttavia queste dichiarazioni non sono risultate decisive per la questione, in quanto il Congresso ha approvato la risoluzione sul riconoscimento del genocidio armeno.
Nel 2008, la giornalista Hélène Cooper del New York Times ha scritto che un funzionario amministrativo anonimo ha descritto Fried come un "falco" sulla questione, molto ambigua, che determinerebbe gli aiuti militari alla Georgia nella sua disputa territoriale con la Russia.